# Верпело
Верпело (нім. Werpeloh) — громада в Німеччині, розташована в землі Нижня Саксонія. Входить до складу району Емсланд. Складова частина об'єднання громад Зегель.
Площа — 35,34 км2. Населення становить 1106 ос. (станом на 31 грудня 2021).